# Saint-Léger-de-Montbrun
Saint-Léger-de-Montbrun è un comune francese di 1 244 abitanti situato nel dipartimento delle Deux-Sèvres nella regione della Nuova Aquitania.

## Società

### Evoluzione demografica
Abitanti censiti